# EPIC Racing
EPIC Racing ist ein spanisches Motorsportteam mit Sitz in Vitoria-Gasteiz. „EPIC“ ist eine Abkürzung für Euskadi Phil Imanol Claudio. Euskadi ist der baskische Name des Baskenlands, Phil Payne, Imanol Zubikarai und Claudio Corradini sind leitende Personen des Rennstalls. EPIC übernahm 2011 die Rennteams von Epsilon Euskadi in mehreren Formel-Renault-Meisterschaften. 2012 ist der Rennstall im Formel Renault 2.0 Eurocup aktiv.

## Geschichte
2011 übernahm EPIC Racing die Rennteams von Epsilon Euskadi in der Formel Renault 3.5, im Formel Renault 2.0 Eurocup sowie in der alpinen Formel Renault. In der Formel-Renault-3.5-Saison 2011 waren Albert Costa und Sten Pentus die Piloten des Teams. Costa erzielte beim letzten Saisonrennen den ersten Sieg von EPIC Racing in dieser Serie und beendete die Saison als bester Pilot seines Teams auf dem vierten Platz in der Fahrerwertung. Auch in der Teamwertung wurde EPIC Racing Vierter. Im Formel Renault 2.0 Eurocup setzte das Team drei Fahrzeuge und vier Piloten ein. Auch in dieser Serie gewann EPIC Racing mit Alex Riberas beim Saisonfinale zum ersten Mal. In der Teamwertung belegte das Team den sechsten Platz. Darüber hinaus setzte das Team bei einigen Rennen ein Fahrzeug in der alpinen Formel Renault ein.
Für die Saison 2012 bewarb sich EPIC Racing um einen Startplatz in der Formel Renault 3.5. Der Rennstall wurde allerdings nicht ausgewählt. 2012 nimmt EPIC Racing somit nur am Formel Renault 2.0 Eurocup teil.